# Estación Robles (Mitre)
Robles es una estación de ferrocarril ubicada en la localidad de Estación Robles, departamento San Martín, provincia de Santiago del Estero, Argentina.

## Servicios
No presta servicios de pasajeros. Sus vías se encuentran en estado de abandono a pesar de estar concesionadas a la empresa Nuevo Central Argentino. Forma parte del ramal James Craik-Forres del Ferrocarril General Mitre.